# Naoko Jamazakiová
Naoko Jamazaki (山崎 直子, Jamazaki Naoko, Hepburnův přepis Yamazaki Naoko; * 27. prosince 1970) je bývalá japonská astronautka pracující pro JAXA a druhá žena japonského původu, která byla kvalifikována pro vesmírné lety. Do vesmíru vzlétla v dubnu 2010 při misi STS-131.

## Vzdělání
Studovala letecké inženýrství na univerzitě v Tokiu, dosáhla hodnosti bakalář roku 1993 (magistr roku 1996).

## Pracovní kariéra

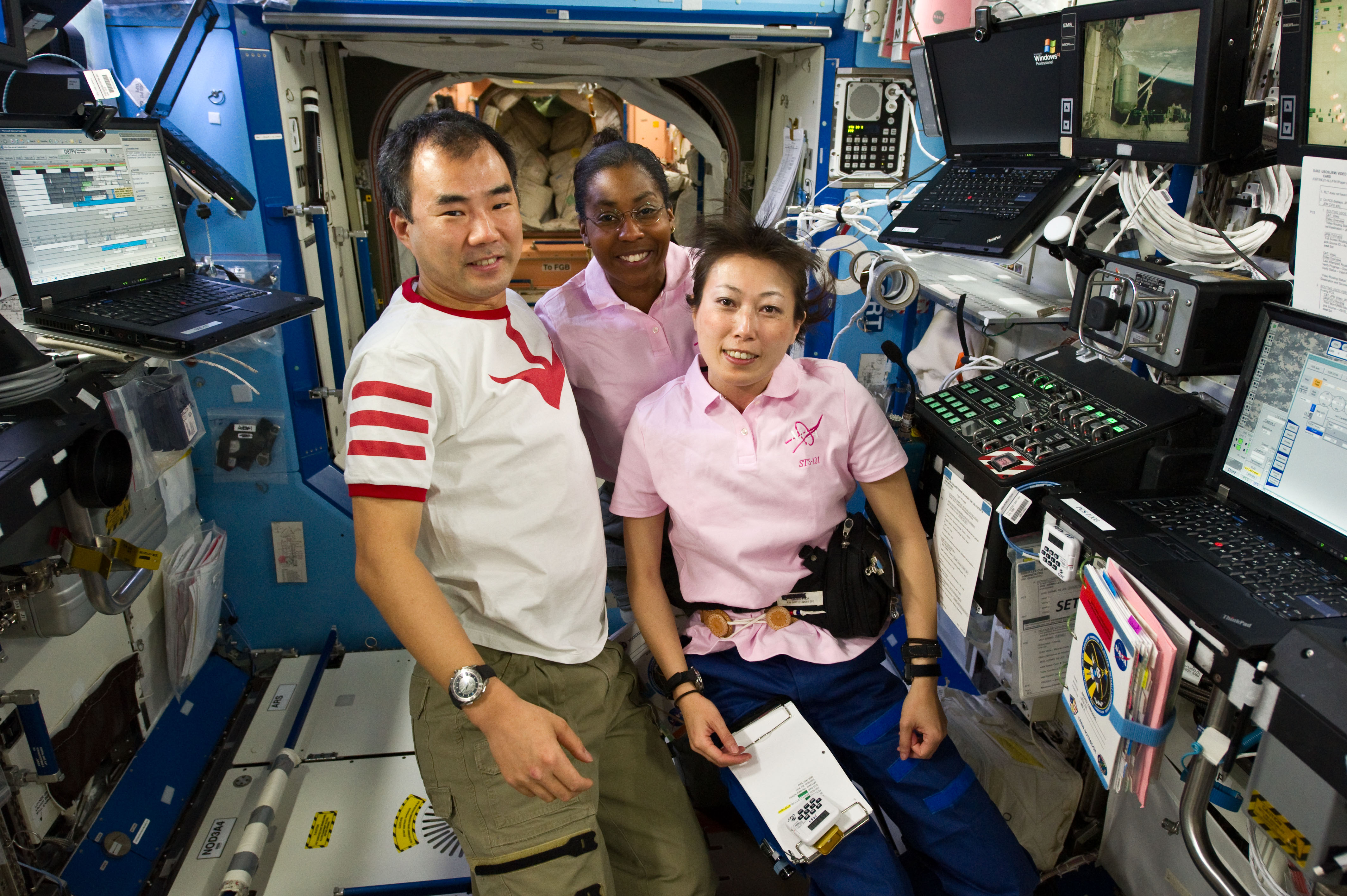
Soichi Noguchi, Stephanie Wilson and Naoko Yamazaki na STS-131

Od roku 1996 pracovala v týmu JAXA pracujícím na modulu Kibó, od roku 1998 ve skupině stavící centrifugu pro Mezinárodní vesmírnou stanici (ISS).
V únoru 1999 byla vybrána do skupiny astronautů JAXA, do září 2001 procházela všeobecným výcvikem ve středisku JAXA v Cukubě. V létě 2003 se trénovala v Hvězdném městečku, od roku 2004 se připravovala v Johnsonově vesmírném středisku v Houstonu, v únoru 2006 získala v NASA kvalifikaci letové specialistky. Nadále zůstala v Houstonu v souvislosti s přípravou vypuštění japonského modulu.
10. listopadu byla agenturami NASA a JAXA oznámena její nominace do posádky letu STS-131 plánovaného na únor 2010. Do vesmíru odstartovala na palubě raketoplánu Discovery 5. dubna 2010. Let trval 15 dní.
K 30. srpnu 2011 odešla z JAXA, poté pracovala jako učitelka astronomie.

## Osobní život
Naoko Jamazakio, rozená Sumino (角野), se vdala za Taičiho Jamazakiho (山崎 大地, Jamazaki Taiči) a má s ním jednu dceru. Baví jí potápění, lyžování, létání a hudba.